# Drets del col·lectiu LGBT a Ghana

Aquest és un article sobre els drets LGBT a Ghana. Les persones lesbianes, gais, bisexuals i transsexuals a Ghana han d'afrontar reptes legals que no experimenten els residents no LGBT. Els actes sexuals amb persones del mateix sexe són il·legals a Ghana.
Els drets LGBT a Ghana són fortament suprimits. Els atacs homofòbics físics i violents contra les persones LGBT són comuns, sovint animats pels mitjans de comunicació i els líders religiosos i polítics. També són comuns els informes de joves homosexuals expulsats de casa seva. Tot i que la Constitució que garanteix el dret a la llibertat d'expressió i d'assemblea a ciutadans de Ghana, aquests drets fonamentals es neguen activament a les persones LGBT.

## Història
Hi ha proves històriques d'homosexualitat a Ghana. En els segles xviii i xix, a la cort aixanti (actual Ghana) esclaus masculins servien de concubines. Es vestien com a dones i els mataven quan moria el seu amo. Al regne de Dahomei, els eunucs eren coneguts com a esposes reials i van jugar una part important en la cort.
L'homosexualitat a Ghana va ser criminalitzada als anys 1860.

## Llei sobre l'activitat homosexual
Sota la llei penal ghanesa, l'activitat sexual amb persones del mateix sexe és il·legal.
El capítol 6 del Codi Penal de 1960, en la seva forma esmenada per la Llei de codificació del Codi penal de 2003, estableix:
- Secció 104. Coneixement artificial no natural.

 (1) Qui tingui coneixements carnals no naturals 
 (a) de qualsevol persona d'edat de setze anys o més sense el seu consentiment serà culpable d'un delicte de primer grau i serà condemnat a empresonament per un termini no inferior a cinc anys i no més de vint-i-cinc anys; o 
 (b) de qualsevol persona de setze anys o més amb el seu consentiment és culpable d'un delicte menor; o </ blockquote>
 (c) de qualsevol animal és culpable d'un delicte menor. 
 (2) El coneixement carnal no natural és una relació sexual amb una persona d'una manera no natural o amb un animal.
Segons l'article 99, "el coneixement carnal no natural es considerarà complet amb prova del menor grau de penetració".
D'acord amb la secció 296 del Codi de Procediment Penal, que s'aplica a causa de la secció 1 del Codi Penal, un delicte menor és sancionat amb un empresonament no superior a tres anys.
Mentre que la llei no es pot aplicar de manera activa, els informes suggereixen que els casos de persecució són generalitzats i comuns.

Un reconegut advocat, John Ndebugri, ha desafiat una vegada les opinions sobre la il·legalitat del lesbianisme a la llei de Ghana. Segons ell, per la llei, el lesbianisme que també és homosexual no implica la penetració amb un penis i, per tant, no pot ser descrit com a acte sexual o no natural, segons la secció 104 del Codi Penal. Ha afegit: "les dones no tenen penis. No poden penetrar". en un article publicat per MyJoyOnline.

La llei també s'aplica directament a persones que tenen sexe anal o sexe oral. Encara que l'estat "no es preocupa per això" perquè és la seva vida privada.

Bandera LGBT amb el mapa de Ghana

L'apartat 12 (2) del capítol 5 de la Constitució de Ghana estableix que "tota persona a Ghana, independentment de la seva raça, lloc d'origen, opinió política, color, religió, credo o gènere tindrà dret als drets i llibertats fonamentals de la persona continguts en aquest capítol, però subjecte al respecte dels drets i llibertats dels altres i de l'interès públic."
Qualsevol persona que cregui que ha sofert discriminació sobre la base de tenir el VIH, identitat de gènere o orientació sexual pot denunciar un incident a través del portal d'informes sobre estigma i discriminació per la Comissió de Drets Humans i Justícia Administrativa (CHRAJ).
El 2013, els Estats Units es van oferir a ajudar Ghana a desenvolupar una legislació per protegir els drets de les persones LGBT.

Una sola persona pot sol·licitar adoptar un fill si aquesta persona és ciutadana de Ghana, excepte que un sol home pot adoptar només si el nen que adopta és el seu fill biològic. Les parelles del mateix sexe no poden adoptar fills.

Segons un reportatge d'Afrol News del 19 d'agost de 2004, Prince MacDonald‚ el líder de l'organització per a gais, lesbianes, bisexuals i transsexuals a Ghana, va comentar que "hi ha moltes i moltes persones a la nostra presó que han estat capturats per aquesta llei hostil". Va dir que "la policia va vèncer i castigar a les persones que troben que són gais".
L'1 de setembre de 2006, la BBC va informar que el Govern de Ghana havia prohibit una conferència de drets LGBT que es va celebrar el 4 de setembre al Centre Internacional de Conferències d'Accra i en un lloc de la ciutat de Koforidua. El Ministre d'Informació i Origen Nacional Kwamena Bartels va dir: "El govern no condonarà cap activitat que ofengui violentament la cultura, la moral [,] i el patrimoni de tot el poble de Ghana. Donar suport a aquesta conferència, o fins i tot permetre-la, encoratjarà la tendència que la llei prohibeix. El govern vol assenyalar amb tota claredat que no permetrà la conferència proposada a qualsevol lloc de Ghana. El coneixement carnal no natural és il·legal sota el nostre codi penal. L'homosexualitat, el lesbianisme i la bestialitat són, per tant, delictes en virtut de les lleis a Ghana". La conferència eventualment semblava ser un engany.
El 21 de juliol de 2011, Paul Evans Aidoo, el ministre de la Regió Occidental, va ordenar que tots els homosexuals de l'oest del país fossin rodejats i arrestats i va demanar als propietaris i arrendataris que informessin sobre les persones sospitoses de ser gais.
A la Reunió de Caps de Govern de la Commonwealth de 2011, el president John Atta Mills es va comprometre a no iniciar ni donar suport a cap intent de legalitzar l'homosexualitat a Ghana. Això va ser en resposta al comentari del primer ministre britànic, David Cameron, que el Regne Unit consideraria reduir les ajudes a qualsevol país que no reconegués els drets dels gais. Mills va dir que Cameron "no té el dret de dirigir altres nacions sobiranes sobre el que haurien de fer especialment quan les seves normes i ideals socials són diferents de les que existeixen" a Gran Bretanya.
Els linxaments dirigits contra persones LGBT són comuns a Ghana. El 2012 una festa d'aniversari va ser interrompuda violentament per una multitud, que va afirmar que la festa era una boda homosexual. La policia es va negar a arrestar els atacants i va arrestar a algunes de les víctimes. El 2013, un home gai va ser sotmès a una cacera, després que els musulmans amenaçaven de cremar-lo o enterrar-lo amb vida perquè era gai. El 2015, un grup de dones lesbianes van ser "bombardejades amb merda" i "trepitjades" perquè eren homosexuals.
En un estrany incident a l'abril de 2017, la policia d'Accra va arrestar dos homes que fet xantatge, extorsionat i abusat d'un home gai, a qui havien amenaçat de publicar imatges nues d'ell. La policia va arrestar els homes i va col·laborar amb la víctima per trobar-los. Erasing 76 Crimes, un lloc web LGBT, va qualificar l'arrest com a "excepció excepcional", ja que la policia rarament intervé per protegir les persones LGBT contra la violència, discriminació i abús.

Segons un sondeig del 2017 dut a terme per l'ILGA, el 60% dels ghanesos van coincidir que les persones gais, lesbianes i bisexuals haurien de gaudir dels mateixos drets que les persones directes, mentre que el 30% no estava d'acord. A més, el 59% estava d'acord que haurien d'estar protegits de la discriminació laboral. El 51% dels ghanesos, tanmateix, va dir que les persones que tenen relacions homosexuals han de ser acusades de delinqüents, mentre que el 34% no estava d'acord. Pel que fa a les persones transgèneres, el 64% acceptava que tinguessin els mateixos drets, el 62% creien que havien de ser protegits contra la discriminació laboral i el 55% creien que se'ls havia de permetre canviar el seu gènere legal.
A més, d'acord amb aquesta mateixa enquesta, un terç dels ghanesos intentarien "canviar" l'orientació sexual d'un veí si descobrissin que era gai.

| Activitat sexual legal amb el mateix sexe                     | (fins a 3 anys de presó) |
| Mateixa edat de consentiment                                  | No                       |
| Lleis antidiscriminació a la feina                            | No                       |
| Lleis antidiscriminació en la prestació de béns i serveis     | No                       |
| Matrimoni del mateix sexe                                     | No                       |
| Lleis antidiscriminació en el discurs de l'odi i la violència | No                       |
| Reconeixement de les parelles del mateix sexe                 | No                       |
| Adopció de fillastres per parelles del mateix sexe            | No                       |
| Adopció conjunta per parelles del mateix sexe                 | No                       |
| Prestació de servei militar per gais i lesbianes              |                          |
| Dret legal a canviar de gènere                                | No                       |
| Accés a la fecundació in vitro per lesbianes                  | No                       |
| Subrogació comercial per a parelles d'homes homosexuals       | No                       |
| Permís per donar sang als MSMs                                | No                       |

1. 
2. 
3. 
4. 
5. 
6. 
7. 
8. 
9. 
10. 
11. 
12. 
13. 
14. 
15. 
16. 
17. 
18. 
19. 